# La gran escapada
La gran escapada (títol original en anglès, The Great Escaper) és una pel·lícula de comèdia dramàtica biogràfica del 2023 dirigida per Oliver Parker, escrita per William Ivory i protagonitzada per Michael Caine i Glenda Jackson. Es basa en la història real del veterà de la Royal Navy de la Segona Guerra Mundial, Bernard Jordan, de 90 anys, que va "esclatar" de la seva residència per assistir a les commemoracions del 70è aniversari del Dia D a França el juny de 2014. Ha estat subtitulada al català.
Es va estrenar al cinema londinenc BFI Southbank el 20 de setembre de 2023, i va arribar a la resta de cinemes del Regne Unit el 6 d'octubre de 2023, amb la distribució de Warner Bros. Pictures. La pel·lícula va representar les últimes interpretacions dels dos actors principals: Jackson va morir el juny de 2023, nou mesos després d'acabar el rodatge; Caine va anunciar la seva retirada l'octubre de 2023. Aquesta també és l'última pel·lícula produïda per Pathé UK, després que la divisió anunciés el novembre de 2023 que es reestructurarien per centrar-se en la televisió de pagament i en estrenes de la seva empresa matriu.
Una altra pel·lícula, L'últim soldat, protagonitzada per Pierce Brosnan i estrenada el 5 de novembre de 2023, es basa lliurement en la història de Jordan.